# روبن زاندر
روبن زاندر (بالإنجليزية: Robin Zander)‏ هو عازف قيثارة وموسيقي ومغني أمريكي، ولد في 23 يناير 1953 في بلويت في الولايات المتحدة.

## وصلات خارجية
- روبن زاندر على موقع IMDb (الإنجليزية)
- روبن زاندر على موقع ميوزك برينز (الإنجليزية)
- روبن زاندر على موقع قاعدة بيانات برودواي على الإنترنت (الإنجليزية)
- روبن زاندر على موقع إن إن دي بي (الإنجليزية)
- روبن زاندر على موقع أول ميوزيك (الإنجليزية)
- روبن زاندر على موقع ديسكوغز (الإنجليزية)
- روبن زاندر على موقع قاعدة بيانات الفيلم (الإنجليزية)